# Ferrari F80
El Ferrari F80 es un automóvil superdeportivo híbrido eléctrico producido por el fabricante italiano Ferrari, tentativamente a partir de 2025 y finalizando hasta 2027, año en el que la compañía celebrará su 80.º aniversario.

## Concepto
El primer concepto que se presentó en 2014 fue diseñado por el italiano Adriano Raeli, nombrado desde entonces como F80 y basado en el LaFerrari. Su peso estimado era de aproximadamente 800 kg (1764 libras), con lo que aceleraba de 0 a 100 km/h (0 a 62 mph) en 2.2 segundos y teóricamente podría alcanzar una velocidad máxima cercana a los 500 km/h (311 mph). Tenía un motor V8 biturbo en lugar del motor V12 usado en el LaFerrari, el cual producía 900 CV (888 HP; 662 kW). Con el sistema de freno regenerativo (KERS) se añadían 300 CV (296 HP; 221 kW) más, para un total combinado de 1200 CV (1184 HP; 883 kW).

## Modelo de producción

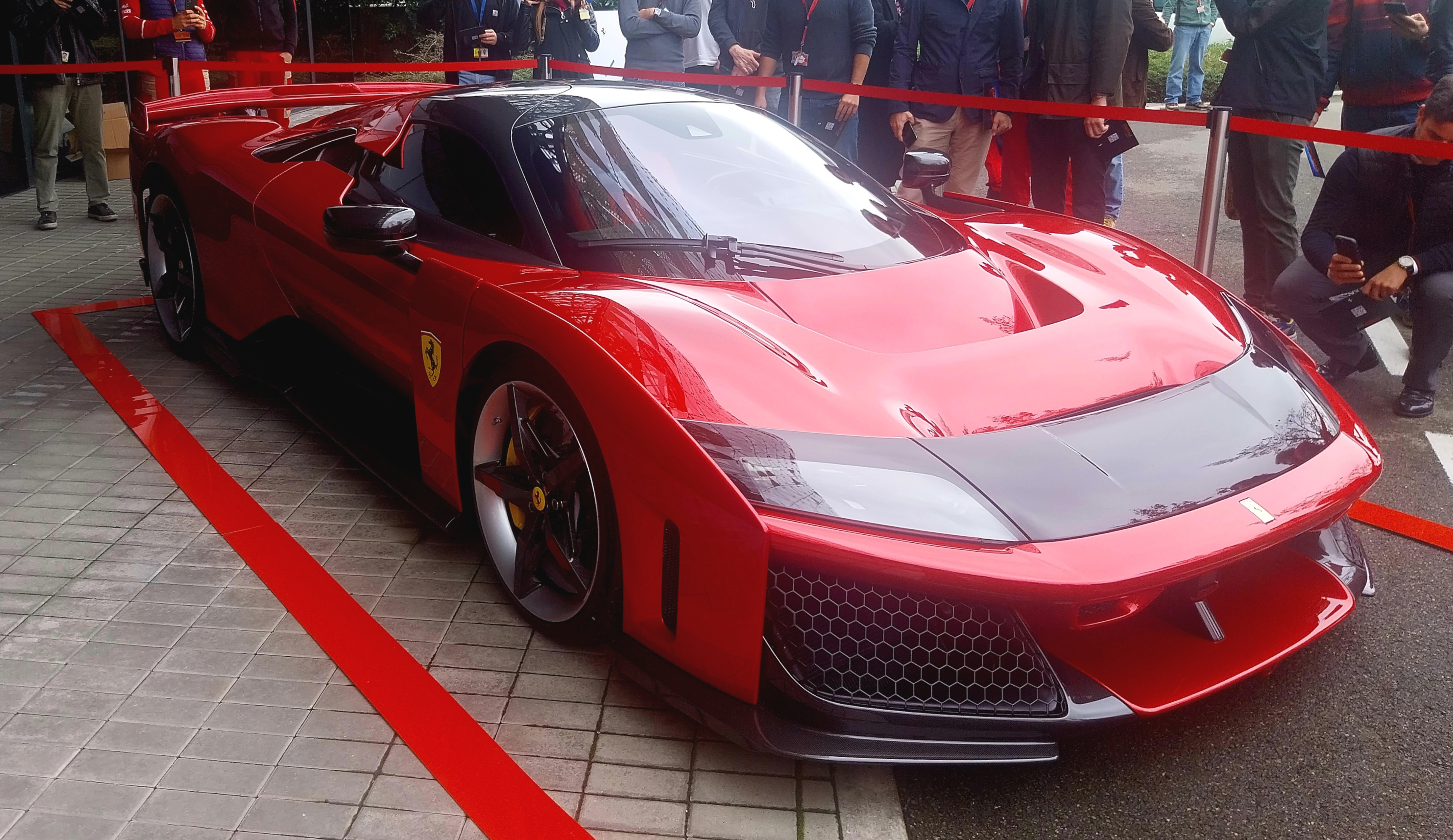
En exhibición

Su aerodinámica está inspirada en la Fórmula 1. Será producido en una edición limitada a solamente 799 unidades. Utiliza un nuevo sistema avanzado de frenos de carbono, desarrollado en conjunto con la firma Brembo, con materiales que mejoran el rendimiento y la durabilidad, incluso en condiciones extremas. Tiene un spoiler activo y un gran difusor que generan más de 900 kg (1984 libras) de carga aerodinámica a altas velocidades, lo que mejora la estabilidad.
El interior está diseñado con un enfoque principalmente para el piloto, con una disposición "1+1" que prioriza la experiencia de manejo. El asiento del piloto es ajustable, ofreciendo un mayor confort. Cuenta con nuevo volante diseñado exclusivamente para este modelo, que incluye elementos de control para mejorar la experiencia en el circuito. En las primeras imágenes publicadas no se apreciaba sistema de infoentretenimiento en la consola central, por lo que tal vez todo sea controlado desde el panel de instrumentos digital.

## Especificaciones
Está equipado con un V6 proveniente del 499P y mejorado del 296 GTB, además de estar combinado con otros tres motores eléctricos. Al ser complejo el hecho de combinar ambas tecnologías, el motor es compacto, ayudando así a mantener un bajo peso.
| Materiales del motor                   | Bloque y cabezas de aleaciones de aluminio                                                                              |
| Distribución                           | DOHC 4 válvulas x cilindro (24 en total) accionadas por cadena                                                          |
| Alimentación                           | Inyección directa |
| Diámetro x carrera                     | 88 x 82 mm (3,46 x 3,23 pulgadas)                                                                                       |
| Potencia máxima                        | 900 CV (888 HP; 662 kW) @ 8,750 rpm (MCI) 300 CV (296 HP; 221 kW) (e-motor) 1200 CV (1184 HP; 883 kW) (total combinado) |
| Par máximo                             | 850 N·m (627 lb·pie) @ 5,550 rpm                                                                                        |
| Potencia específica                    | 300,8 CV/litro |
| Limitador dinámico                     | 9,200 rpm |
| Relación de compresión                 | 9.5:1 |
| Sistema de lubricación                 | Cárter seco |
| Relación peso/potencia                 | 1,27 kg/cv |
| Distribución de peso                   | 42.2% (eje delantero) 57.8% (eje trasero)                                                                               |
| Capacidad del tanque de combustible    | 63,5 litros (16,8 galAm)                                                                                                |
| Aceleración 0 a 200 km/h (0 a 124 mph) | 5.75 segundos |
| Frenada de 100 a 0 km/h (62 a 0 mph)   | 28 m (92 pies) |
| Frenada de 200 a 0 km/h (124 a 0 mph)  | 98 m (322 pies) |